# Aloe prinslooi
Aloe prinslooi é uma espécie de liliopsida do gênero Aloe, pertencente à família Asphodelaceae.